# Untel père et fils
Pour plus de détails, voir Fiche technique et Distribution.
Untel père et fils est un film français réalisé par Julien Duvivier en 1940, sorti en 1943 aux États-Unis. Tourné durant la « drôle de guerre », le film s'inscrit dans la mobilisation patriotique contre l'Allemagne. Il ne pourra sortir sous Vichy et il faudra attendre la Libération pour que le film soit diffusé en France.

## Synopsis
Le film raconte l’histoire d'une famille française, les Froment, à travers quatre générations entre 1871 et 1939 au cours d'une période secouée par trois guerres contre l'Allemagne. Des trois enfants de Pierre Froment, tué en 1871 lors d'une tentative de sortie de Paris assiégé, Bernard perpétue la lignée des patriotes, Félix s'expatrie en Afrique par dépit amoureux et devient un bâtisseur, et Estelle, après avoir élevé seule ses deux frères, se consacre aux autres, notamment comme infirmière au service des blessés de la Grande Guerre. La famille participe à sa manière aux débuts de l'automobile et de l'aviation.

## Fiche technique
- Titre : Untel père et fils
- Titres alternatifs : La Grande Relève / La Relève
- Titre américain : The Heart of a Nation (1943)
- Réalisation : Julien Duvivier, assisté de Robert Vernay et de Guy Hamilton
- Scénario : Marcel Achard, Julien Duvivier et Charles Spaak
- Décors : Guy de Gastyne
- Costumes : Rosine Delamare
- Musique : Jean Wiéner
- Photographie : Jules Kruger
- Montage : Marthe Poncin
- Lieux de tournage : Studios de la Victorine à Nice[1]
- Production : Paul Graetz
- Société de production : Transcontinental Films
- Distribué aux U.S.A par Universal pictures
- Pays d'origine : France
- Format : noir et blanc - 1,37:1 - son mono - 35 mm
- Genre : film dramatique
- Durée : 113 minutes (durée du film sur le DVD de la version américaine : 81 minutes)
- Durée du DVD Gaumont : 78 minutes
- Dates de sortie :
  - États-Unis : 7 avril 1943 (New-York)
  - France : 9 octobre 1945 (Paris)
- Visa d'exploitation : 859 (délivré le 28/08/1945)
- Affiche : Jacques Bonneaud (France)

## Distribution
- Louis Jouvet : Pierre Froment / son fils aîné Félix Froment
- Raimu : l'oncle Jules Froment, frère de Pierre
- Suzy Prim : Estelle Froment, fille de Pierre
- Lucien Nat : Bernard Froment, fils de Pierre
- Renée Devillers : Gabrielle, l'épouse de Bernard
- René Génin : le père de Gabrielle
- Robert Le Vigan : Michel, le frère de Gabrielle, aviateur
- Jean Mercanton : Alain, fils de Bernard et Gabrielle
- Michèle Morgan : Marie, fille de Bernard et Gabrielle
- Harry Krimer : Robert Léonard, époux de Marie
- Louis Jourdan : Christian Léonard, fils de Robert et Marie
- Georges Biscot : Noblet, un peintre
- Fernand Ledoux : le maire
- Daniel Mendaille : Georges Clemenceau
- René Bergeron : Sénéchal, l'ami de Félix dans la brousse
- Auguste Boverio : l'aumonier qui décore Estelle
- Colette Darfeuil : l'entraîneuse du Moulin-Rouge
- Madeleine Sylvain : Suzie, une aguicheuse au Moulin-Rouge
- Missia : la chanteuse au mariage de Bernard et Gabrielle
- Marcel Maupi : le balayeur de l'hôtel meublé
- Jean-Marie Boyer : Félix enfant
- Colette Borelli : Estelle enfant
- Jean Claudio : un élève de Bernard
- Romain Bouquet
- René Ferté
- Olga Lord

## Autour du film
- Le tournage s'est déroulé du 10 décembre 1939 jusqu'au mois de juin 1940 aux studios de la Victorine à Nice.
- La version française originale durait 113 minutes, la version américaine de 1943, 81 minutes, et le DVD Gaumont, 78 minutes. Les sauts historiques de ces versions écourtées altèrent le déroulement de l'intrigue et le second personnage incarné par Louis Jouvet ne réapparait curieusement qu'à la fin du film[2].